# Hans Stöckl
Hans(i) Stöckl (* 7. Juli 1981) ist ein früherer deutscher Biathlet.
Hans Stöckl vom SC Bischofswiesen gehörte zu Beginn der 2000er Jahre zum erweiterten deutschen Nationalkader. 2001 erreichte er an der Seite von René Gerth, Alexander Wolf und Carsten Pump in der Staffel mit dem Sieg im letzten Rennen des Europacups der Saison in Champex seinen größten internationalen Erfolg. Bei den Junioren-Weltmeisterschaften 2001 in Chanty-Mansijsk wurde er 28. des Einzels. Auch national erreichte er bei den Meisterschaften 2001 mit Platz fünf im Einzel ein gutes Ergebnis. Noch besser lief es für Stöckl ein Jahr später, als er hinter Sven Fischer und Marco Morgenstern Dritter im Einzel wurde. Im Europacup kam er noch regelmäßig in der Saison 2003/04 zum Einsatz. Daneben startete er zum Auftakt der Saison 2003/04 in Düsseldorf im Freistil-Sprintrennen im Skilanglauf-Weltcup, wo er 70. wurde.
Nach seiner aktiven Karriere wurde Stöckl staatlich geprüfter Bergführer, Heeresbergführer und LSV-Skilehrer im Deutschen Skiverband. Er ist Geschäftsführer des Bergreiseveranstalters „Alpine Welten Die Bergführer“.